# Linnea Hofgren
Linnea Hofgren, född 3 mars 1868 i Stockholm, död 27 januari 1921 i Spånga, var en svensk mystiker och sångdiktare, mest känd för sången Hur ljuvligt att få vara en ton från himmelen, som finns med i många frikyrkliga sångböcker. Många av hennes sånger finns i Henrik Schagers sångsamling Toner från det inre lifvets värld 1925. 
Hon var aktiv i Flodbergskretsen, där hon rönte stor uppskattning. Hon var mycket originell och sade sig vara synsk. Hon påminde om medeltida synska kvinnor såsom Mechthild av Magdeburg och Hildegard av Bingen. 
En av de böcker som hörde till de mest älskade i Flodbergskretsen var Madame Guyons "Bönen". Denna lilla skrift fick Linnea Hofgren låna en sommar då hon vistades på landet. Hon skriver: ”Jag längtade efter att få gå på denna enkla barnaväg: bedja inåt”, berättar hon i sin dagbok. ”Jag försökte, men det gick inte.” Hon återvände till staden, där hon drog sig tillbaka i ensamhet i sitt rum. Efter en tid kom genombrottet: ”En dag då jag låg tungt lutad mot soffan, kom även min själ i vilande ställning och den inre bönen var mig skänkt.”